# Kościół Nawiedzenia Najświętszej Maryi Panny w Domaniowie
Kościół Nawiedzenia Najświętszej Maryi Panny – rzymskokatolicki kościół parafialny należący do parafii pod tym samym wezwaniem (dekanat Oława archidiecezji wrocławskiej).
Jest to świątynia wzmiankowana w 1234 roku. Obecna budowla gotycka została zbudowana w XIV wieku, następnie została przebudowana (m.in. sklepienie nawy) około 1700 roku, później była restaurowana w XIX wieku i remontowana w 1967 roku. Kościół jest orientowany, murowany, posiada jedną nawę oraz wieżę od strony zachodniej i prezbiterium na planie kwadratu nakryte sklepieniem krzyżowo-żebrowym.